# Балтийский, Александр Алексеевич
Алекса́ндр Алексе́евич Балти́йский (наст. фамилия Андреев) (18 [30] июня 1870, Балтийский порт, Ревельский уезд, Эстляндская губерния — 7 марта 1939, Москва) — русский и советский военный деятель, комбриг (1936).

## Биография
Александр Алексеевич Балтийский родился 18 июня 1870 года в городе Балтийский порт Эстляндской губернии.
Закончил Рижское реальное училище.
В июне 1891 года был призван в ряды Русской Императорской Армии и направлен на военно-училищный курс Московского пехотного юнкерского училища, по окончании которого в 1893 году был выпущен в лейб-гвардии Кексгольмский полк.
В 1903 году Балтийский закончил Николаевскую академию генерального штаба по 1-му разряду. С 29 октября 1903 по 15 ноября 1904 года отбывал цензовое командование ротой в лейб-гвардии Кексгольмском полку. 22 октября 1904 года был назначен на должность старшего адъютанта штаба 4-й пехотной дивизии. С 31 октября 1904 года исполнял должность столоначальника Главного Штаба, а с 25 июня 1905 года исполнял должность столоначальника ГУГШ.
В 1908 году закончил двухгодичный курс военно-морских наук при Николаевской Морской академии. 25 августа 1908 года был назначен на должность помощника делопроизводителя ГУГШ, а 7 июня 1912 года — на должность штаб-офицера, заведывающего обучающимися в Николаевской военной академии офицерами.
В ходе Первой мировой войны в сентябре 1914 года был назначен на должность начальника штаба 72-й пехотной, а затем — на должность начальника штаба 43-й пехотной дивизий. На февраль 1915 года был начальником штаба 64-й пехотной дивизии. Зимой-весной 1915 года принимал участие в боях в Восточной Пруссии. 19 марта был назначен на должность командира 291-го пехотного Трубчевского полка. 20 мая 1916 года Балтийский был назначен на должность начальника штаба 3-й Сибирской стрелковой дивизии, затем исполнял должность начальника этапно-хозяйственного отдела штаба 12-й армии. 3 октября 1917 года генерал-лейтенант Александр Алексеевич Балтийский был отчислен от должности за болезнью с назначением в резерв чинов при штабе Петроградского военного округа, затем состоял в распоряжении Военного министра.
В 1918 году Балтийский добровольно вступил в ряды РККА. С апреля по июнь того же года руководил Высшей военной инспекцией. 12 октября был на должность начальника штаба, а 5 ноября 1918 года — на должность командующего 4-й армии. С марта 1919 года находился для особых поручений при командующем Южной группой армий Восточного фронта. 15 августа 1919 года был назначен на должность начальника штаба Туркестанского фронта, а 20 апреля 1920 года — на должность заместителя командующего войсками Заволжского военного округа. С 17 октября 1920 года состоял в распоряжении Главкома РВСР, а с 7 октября 1921 года — в резерве штаба РККА.
С начала 1922 года работал на должности заведующего кафедрой тактики Военной академии РККА. По состоянию на август 1922 года и на август 1923 года Балтийский был военным советником председателя РВСР.
Во время дела «Весна» Балтийский фигурировал во многих документах и показаниях военспецов, но не арестовывался, однако 1 июня 1931 года был уволен со службы, затем старший руководитель кафедры военно-морских дисциплин в Военно-транспортной академии.
С введением персональных званий в РККА получил звание комбриг.
Комбриг Александр Алексеевич Балтийский был арестован 27 марта 1938 года по обвинению в причастности к контрреволюционной офицерской террористической организации. Признал себя виновным и приговорен Военной коллегией Верховного суда СССР к высшей мере наказания 7 марта 1939 года и в тот же день расстрелян. Место захоронения: Донское кладбище в Москве.
Александр Алексеевич Балтийский определением Военной коллегии Верховного суда СССР был реабилитирован 2 июня 1956 года.

## Награды
- Орден Святого Владимира 3-й степени с мечами (ВП 15.06.1915)[6] и 4-й степени с мечами и бантом (1915, Разведчик № 1292);
- Орден Святого Георгия 4-й степени (ВП 25.05.1916);
- Орден Святой Анны 3-й степени (1909);
- Орден Святого Станислава 2-й (1913) и 3-й степени (1906);

- Георгиевское оружие (ПАФ 28.08.1917).

## Звания
- Подпоручик (07.08.1893)
- Поручик (07.08.1897)
- Капитан (07.08.1901)
- Подполковник (ст. 06.12.1908)
- Полковник (ст. 06.12.1911)
- Генерал-майор (пр. 1916; ст. 06.12.1916)
- Генерал-лейтенант
- комбриг (17.02.1936)